# 布蘭登堡的阿格尼絲
布蘭登堡的阿格尼絲（德語：Agnes von Brandenburg，約1257年—1304年9月29日），丹麥王后，是布蘭登堡藩侯約翰一世的女兒。

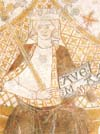

## 家庭
1273年，阿格尼絲與丹麥國王埃里克五世結婚，兩人共有2子2女：
1. 埃里克（1274年—1319年）
2. 里基莎（約1275年—1308年）
3. 克里斯多福（1276年—1332年）
4. 瑪塔（英语：Martha of Denmark）（1277年—1341年）